# Cecily Brown
Cecily Brown (Londra, 1969) è una pittrice britannica.

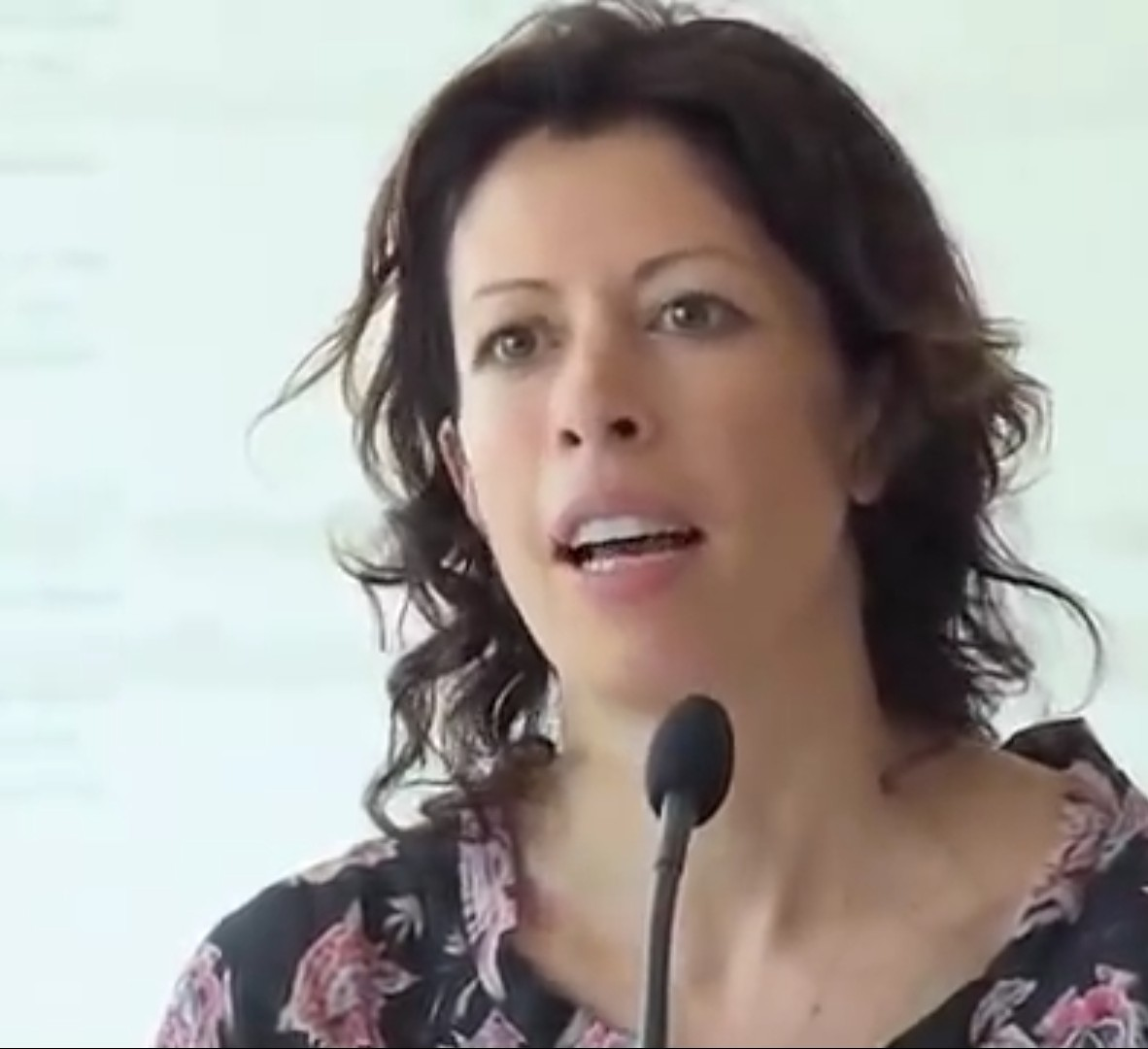
Cecily Brown, 2012

Sue opere sono presenti in collezioni di prestigiosi musei internazionali, tra cui il Solomon R. Guggenheim Museum e il Whitney Museum of American Art, a New York, e la Tate Gallery, a Londra.

## Biografia
Cecily Brown nasce a Londra nel 1969, figlia della scrittrice Shena Mackay e del critico d'arte David Sylvester. Studia arte e design alla Epsom School of Art (oggi University for the Creative Arts), nel Surrey (1985–87), segue lezioni di disegno e incisione al Morley College di Londra (1987–89) e si laurea in Fine Arts alla Slade School of Art di Londra (1989–93). Per mantenersi durante gli studi, lavora come cameriera e in uno studio di animazione. Dopo la laurea, si trasferisce a New York, città dove ancora attualmente vive e lavora.

### Opere e mostre
Nel 1995 esordisce con il film animato Four Letters Heaven, premiato al festival di Telluride, che riscuote grande interesse da parte della critica. Nel 1997 e nel 1998 si susseguono due personali presso Deitch Project, una delle gallerie e degli spazi espositivi più rinomati in quegli anni per la proposta e per la ricerca nel campo dell'arte contemporanea. Alla fine del decennio inizia a esporre con Gagosian Gallery e con Contemporary Fine Art, sancendo una collaborazione duratura negli anni che la accompagna nella sua carriera.
Tra le sue più importanti mostre personali vi sono: “Directions: Cecily Brown,” Hirshhorn Museum and Sculpture Garden, Washington, D.C. (2002); MACRO, Rome (2003); Museo Nacional Centro de Arte Reina Sofía, Madrid (2004); Museum of Modern Art, Oxford (2005); Kunsthalle Mannheim (2005–06); Des Moines Art Center, Iowa (2006); Museum of Fine Arts, Boston (2006–07); Deichtorhallen, Hamburg (2009); “Based on a True Story,” Kestner Gesellschaft, Hannover e GEM, Museum of Contemporary Art, The Hague (2010); Essl Museum, Klosterneuburg, Austria (2012).

### Caratteristiche della pittura
La prima impressione che si ha dopo un veloce sguardo alla pittura di Cecily Brown è quella di una sorta di ingorgo segnico dove ogni presenza è sovrastata da una massa pulsante, viva, che assorbe qualunque immagine. A mano a mano che l'occhio riconquista la propria dimestichezza prospettica, soggetto e scenografia riconquistano il proprio spazio sulla scena. La figura guadagna con fatica la superficie, si espone lentamente alla visione, emerge debolmente dalla melma pittorica. E, nell'iconografia della Brown, le figure provengono da una realtà non addolcita, ma brutalmente nuda e sfacciatamente esibita. Protagoniste della pittura sono le emozioni decise e ruvide di una quotidianità implacabile, luci tragicamente accese, colori cinici e segni volgari. La pittura urla con una voce disperatamente forte, la sessualità e l'erotismo dominano la maggior parte delle opere (dall'analisi di Danilo Eccher per la mostra "Cecily Brown", GAM Torino 2014-2015).
La tecnica pittorica di Cecily Brown si distingue da quella degli autori contemporanei e la ricollega all'eredità espressionista, al punto che sono frequenti, nella sua pittura, gli espliciti e colti riferimenti alla storia dell'arte: Francis Bacon, Arshile Gorky, Willem de Kooning e Joan Mitchell tra gli artisti del secondo dopoguerra; Tiziano, Delacroix, Velázquez, Goya, Rubens, El Greco, Hogarth e Tintoretto tra i moderni.

### Scena artistica contemporanea
Cecily Brown è spesso citata insieme ad altre autrici protagoniste della scena artistica contemporanea, come Charline von Heyl, Jacqueline Humphries, Laura Owens, Jutta Koether, Amy Sillman e Emily Sundblad.
La sua ricerca artistica costituisce un importante riferimento per la pittura contemporanea, dal momento che mostra evidenti riferimenti alla storia dell'arte ma anche all'attualità e a diversi ambiti culturali, spaziando dalla letteratura alla musica. La sua complessità tematica si esplica in una sperimentazione incessante di tecniche che trovano espressione in grandi tele a olio, in opere su carta che mescolano acquerelli, gouache, matita, inchiostro, e in stampe monotipo. Forme e colori sprigionano una forza energetica e avvolgente, una vitalità armonica e sinuosa che si declina in atmosfere ora sensuali e seducenti, ora giocose e fanciullesche, ora allucinate e surreali, in bilico tra una sensazione di giardino delle delizie e inferno.